# خوسيه لويس بورخا
خوسيه لويس ألاركون بورخا (بالإسبانية: José Luis Borja)‏ (مواليد 29 مايو 1947 في كابيزو دي توريس، مورسيا، إسبانيا) هو لاعب كرة قدم محترف إسباني معتزل، كان يلعب في مركز حارس المرمى.

## وصلات خارجية
- خوسيه لويس بورخا على موقع قاعدة بيانات كرة القدم.إي يو (الإنجليزية)
- خوسيه لويس بورخا على موقع عالم كرة القدم.نت (الإنجليزية)

- ملف اللاعب على موقع world football
- بيانات اللاعب على موقع مدريديستا